# Erich Bauer (Entomologe)
Erich Bauer (* 2. Mai 1885 in Halle (Saale); † 4. Juni 1972 in Goslar) war ein deutscher Rechtsanwalt und Entomologe.

## Leben
Bauer studierte ab dem Wintersemester 1903 bis 1907 Rechtswissenschaft in Halle und Freiburg. Schon als Schüler an der Entomologie interessiert, belegte er auch naturwissenschaftliche Kollegs. Als Lebensberuf kam das Fach nicht in Frage, weil es im ganzen Kaiserreich nur eine Dozentenstelle (in Erlangen) gab und die industrielle Schädlingsbekämpfung noch unbekannt war. Am 5. Oktober 1904 wurde er Mitglied des Corps Palaiomarchia Halle. Besonders widmete er sich den Gattungen der Schlupfwespen und Kleinschmetterlinge. Ihm sind Erstbeschreibungen vieler Arten zu verdanken. Seine Sammlung von über 60.000 Insekten in 275 Glaskästen vermachte er zum Teil noch zu Lebzeiten Forschungsinstituten. Die Ichneumoniden-Sammlung kam in die Zoologische Staatssammlung München.
Nach den Examen und dem Referendariat in Halle ließ sich Bauer im Oktober 1914 in Goslar als Rechtsanwalt nieder. Um ein Notariat bewarb er sich nie, weil er Zeit für die Entomologie nutzen wollte. Erst in der Nachkriegszeit nahm er einen Sozius auf, den späteren Oberbürgermeister von Goslar Wilhelm Degenhardt. Der bescheinigte ihm Fairness und Hilfsbereitschaft, auch in der Verteidigung von Beschuldigten in Entnazifizierungsverfahren. Bauer betrieb seine Kanzlei über mehr als ein halbes Jahrhundert und starb mit 87 Jahren.
Sein einziger Sohn fiel im Zweiten Weltkrieg.

## Ehrungen
- Kulturpreis der Stadt Goslar (28. Oktober 1965)[6]

## Publikationen
- Beitrag zur Microlepidopteren-Fauna von Naumburg/Saale. In: Mitteilungen der Entomologischen Gesellschaft Halle/Saale. Band 11, S. 3–71.